# Ribes altissimum
Ribes altissimum är en ripsväxtart som beskrevs av Porphir Kiril Nicolai Stepanowitsch Turczaninow och Antonina Ivanovna Pojarkova. Ribes altissimum ingår i släktet ripsar, och familjen ripsväxter. Utöver nominatformen finns också underarten R. a. verruculosum.